# 2011 FNS歌謡祭
『2011 FNS歌謡祭』（2011 エフエヌエスかようさい）は、フジテレビ系列で2011年12月7日 19:00 - 23:18（JST）に生放送（テレビ大分では12月11日の13:00 - 17:20（JST）に放送）された通算40回目の『FNS歌謡祭』。

## 概要
通算40回記念の『FNS歌謡祭』である。前回は土曜日での放送となったが、今回は12月の第1土曜日（3日）にワールドカップ男子バレーの中継が入ったことと、水曜19:00枠が『クイズ!ヘキサゴンII』の島田紳助引退の理由で、唐突な打ち切りと3ヶ月間『水曜スペシャル』の調整もあったためか、第38回（2009年）以来2年ぶり水曜日の放送。以降も水曜日の放送となっている。
テーマは前回に引き続き「最強のコラボレーション」である。
司会は草彅剛（SMAP）・高島彩で、このコンビは後述する特別編2回でも司会を担当している。
視聴率は平均19.9%、2011年民放音楽番組最高視聴率を記録した。瞬間最高が26.0%（21:54・21:55）だった（いずれも関東地区・ビデオリサーチ社調べ）。
なお、フジテレビでは3月に『FNS音楽特別番組 上を向いて歩こう 〜うたでひとつになろう日本〜』、8月に『FNS歌謡祭 うたの夏まつり2011』と『FNS歌謡祭』の特別編を放送している。
第25回（1996年） - 第33回（2004年）まで司会者として、第34回（2005年） - 今回まで進行役として番組に携わった川端は今回を最後に降板となり、加えて第34回から設けられていた進行役が一旦廃止となった。
演歌・歌謡曲勢は氷川きよしと松平健の2人に留められた。

## 当日のステージ
披露される楽曲数は81曲となった他、61組のコラボレーション（共演）が実現した。披露楽曲の増加により、過去VTRがほとんどなかった（放送前にチーフプロデューサーのきくち伸が自身のブログでリークしていた）。
KARA・少女時代・東方神起・BoAとK-POP勢から4組が出演。その内、KARAが当番組初出演した。
司会の高島彩とこの年10月に入籍した北川悠仁が在籍するゆずも例年通り出演し、高島・北川の夫婦双方出演且つ結婚後の夫婦初共同出演となった。だが、直接共演するシーンはなく、番組の最後に郷ひろみと平井堅が「高島さん、おめでとうございます」とコメントしたり、SMAPの中居正広が北川の方を指差していたが、それをスルーする形で番組は終了した。翌8日放送分の『とくダネ!』では小倉智昭がこの場面について触れており、自身の隣りに北川が居たため、「マイクを向けられたら『北川君、おめでとう』と言おうと思ったが、できなかった」と話していた。
第34回（2005年）以降、SMAPがトップバッターと大トリを務めることが慣例化していたが、今回は大トリのみを務めて「僕の半分」を披露した。トップバッターはがんばろうニッポン 愛は勝つ シンガーズによる「愛は勝つ」。また、今回、SMAPは5曲を披露したが、全て、番組後半からの出演で披露した。
ジャニーズ事務所からはSMAP、TOKIO、V6、KinKi Kids、嵐、Kis-My-Ft2、Sexy Zoneの7組が出演した。また、Kis-My-Ft2、Sexy Zoneは『FNS歌謡祭』に初出演となった。
今年は、ジャニーズ事務所のKis-My-Ft2、Sexy Zoneも含め、AI、明石家さんま、浅倉大介、芦田愛菜、杏、E-Girls、w-inds.、VOJA、SKE48、大澤誉志幸、押尾コータロー、薫と友樹、たまにムック。、KARA、がんばろうニッポン 愛は勝つ シンガーズ、清塚信也、劇団朱雀、コンドルズ、三代目 J Soul Brothers、JUJU、少女時代、瀬木貴将、宝塚歌劇団、武田真治、ドリーム モーニング娘。、中川翔子、西野カナ、花井悠希、BEGIN、Fairies、福山雅治、ベン・E・キング、松下奈緒、宮本笑里、miwa、LOVE PSYCHEDELICO、Le Velvetsの38組のアーティストが『FNS歌謡祭』に初出演した。
吉川晃司が1987年以来の24年ぶりに『FNS歌謡祭』に出演した。尚、大澤誉志幸との共演で「LA VIE EN ROSE」「そして僕は途方に暮れる」、TOKIOとの共演で「宙船（そらふね）」、AKB48との共演で「あの夏を忘れない」の4曲を披露した。
KARAの「ジェットコースターラブ」披露時、KARAのファンである芦田愛菜が彼女達のダンスに合わせて、一緒に踊る姿が映されたが、芦田を映すカメラの後ろにスタッフと見られる男性がずっと映り込んでいたり、芦田の後ろに居た指示を出す女性スタッフが堂々映ってしまうというハプニングがあった。
徳永英明×貴乃花光司が「輝きながら…」をコラボレーション披露した。
SKE48×AKB48の「オキドキ」コラボレーション披露時、カメラ割りがなされず、俯瞰のフィックスだけの映像であった。
嵐×葉加瀬太郎×宮本笑里の「迷宮ラブソング」コラボレーション披露時、音声にトラブルがあった。また、今回を最後に嵐は『FNS歌謡祭』の生出演をしていなかったが、『2014 FNS歌謡祭』に3年ぶりに生出演した。
徳永英明×和田アキ子は2年連続で「あの鐘を鳴らすのはあなた」をコラボレーション披露。和田は前回の披露の際に歌詞間違いをしていたが、今回は間違えなしで歌い切り、披露終了後にガッツポーズをした。舞台袖のインタビューでは「リベンジを果たした」と述べた。
BEGIN、SMAPとコラボレーションで「笑顔のまんま」を披露した明石家さんまは曲前のトークにて、「（お笑いタレントである自身の出演が）場違い」などと自虐ネタにしてコメントしていた。
ゲスト出演は、この年2011 FIFA女子ワールドカップで優勝したサッカー日本女子代表のメンバー澤穂希・大野忍・近賀ゆかり、当時フジテレビ系列で放送されていた関西テレビ・共同テレビ制作ドラマ『HUNTER〜その女たち、賞金稼ぎ〜』の主演・米倉涼子がゲスト出演。
AKB48、SKE48等の18歳未満のアーティストは20:00 - 22:00以降は退席（ただし、18歳以上になったアーティストも22:00以降も出演し、「Everyday、カチューシャ」や「あの夏を忘れない」等を披露した）。
AKB48の前田敦子、2016年1月15日をもって解散したKARAにとって最後の『FNS歌謡祭』の出演となった。尚、KARAはこれが最初で最後の『FNS歌謡祭』の出演となった。

## 出演者

### 司会
- 草彅剛（SMAP）
- 高島彩（フリーアナウンサー）

### 進行
- 川端健嗣（フジテレビアナウンサー）

### 出演アーティスト
- AI
- 相川七瀬
- 明石家さんま
- 浅倉大介
- 芦田愛菜
- 嵐
- 杏
- E-Girls
- 岩崎宏美
- w-inds.
- VOJA
- AKB48
- SKE48
- EXILE
- 大澤誉志幸
- 押尾コータロー
- 薫と友樹、たまにムック。
- KARA
- がんばろうニッポン 愛は勝つ シンガーズ
- Kis-My-Ft2
- 吉川晃司
- 清塚信也
- KinKi Kids
- 久保田利伸
- 倉木麻衣
- 劇団朱雀
- CHEMISTRY
- 郷ひろみ
- ゴスペラーズ
- コンドルズ
- 三代目 J Soul Brothers[8]
- JUJU
- 少女時代
- 鈴木雅之
- SPEED
- SMAP
- 瀬木貴将
- Sexy Zone
- 宝塚歌劇団
- 武田真治
- 谷村新司
- T.M.Revolution
- 東方神起
- TOKIO
- 德永英明
- ドリーム モーニング娘。
- 中川翔子
- 西野カナ
- 花井悠希
- B.B.クィーンズ
- 氷川きよし
- BEGIN
- 平井堅
- 平原綾香
- V6
- Fairies
- 福山雅治
- 布施明
- ベン・E・キング
- BoA
- 槇原敬之
- 松崎しげる
- 松下奈緒
- 松平健
- 宮本笑里
- 南こうせつ
- miwa
- モーニング娘。
- 森高千里
- 矢井田瞳
- 薬師丸ひろ子
- ゆず
- LOVE PSYCHEDELICO
- Le Velvets
- 和田アキ子
- 渡瀬マキ
- WaT

太文字は当年のNHK『第62回NHK紅白歌合戦』に出場。
がんばろうニッポン 愛は勝つ シンガーズ：あいざわ元気/相田翔子/加藤紀子/KAN/キャシー中島/里田まい/辻田沙織/ドリーム モーニング娘。/兵藤ゆき/平山みき/堀内孝雄/モーニング娘。/森高千里

### ゲスト
- 小倉智昭 - 『とくダネ!』MC、特別観覧ゲストとして出演。
- 貴乃花光司
- 米倉涼子
- 大野忍・近賀ゆかり・澤穂希 - 女子サッカー日本代表選手

### 音楽・演奏
- 武部聡志音楽団

## セットリスト
| 順番 | アーティスト                                                                        | 楽曲                                               |
| ---- | ----------------------------------------------------------------------------------- | -------------------------------------------------- |
| 1    | がんばろうニッポン 愛は勝つ シンガーズ                                              | 愛は勝つ (1990/KAN)                                |
| 2    | Kis-My-Ft2                                                                          | Everybody Go                                       |
| 3    | 芦田愛菜                                                                            | ステキな日曜日〜Gyu Gyu グッデイ!〜                |
| 4    | 相川七瀬×中川翔子×miwa                                                              | 恋心 (1996/相川七瀬)                               |
| 5    | miwa×相川七瀬×中川翔子                                                              | 441 (miwa)                                         |
| 6    | WaT×谷村新司×南こうせつ                                                             | 僕のキモチ (2005/WaT)                              |
| 7    | Fairies                                                                             | HERO                                               |
| 8    | 氷川きよし                                                                          | 情熱のマリアッチ                                   |
| 9    | 岩崎宏美×平原綾香                                                                   | 聖母たちのララバイ (1982/岩崎宏美)                 |
| 10   | 德永英明×貴乃花光司                                                                 | 輝きながら… (1987/德永英明)                        |
| 11   | 德永英明×ATSUSHI(EXILE)                                                             | 壊れかけのRadio (1990/德永英明)                    |
| 12   | Sexy Zone                                                                           | Sexy Zone                                          |
| 13   | V6                                                                                  | Sexy.Honey.Bunny!                                  |
| 14   | SPEED×AKB48                                                                         | Body & Soul (1996/SPEED)                           |
| 15   | SPEED×AKB48                                                                         | White Love (1997/SPEED)                            |
| 16   | 薫と友樹、たまにムック。×AKB48                                                      | マル・マル・モリ・モリ! (薫と友樹、たまにムック。) |
| 17   | KARA×芦田愛菜                                                                       | ジェットコースターラブ (KARA)                      |
| 18   | B.B.クィーンズ×石川梨華・吉澤ひとみ(ドリーム モーニング娘。) ×AKB48×芦田愛菜×鈴木福 | おどるポンポコリン (1990/B.B.クィーンズ)           |
| 19   | KARA                                                                                | ウィンターマジック                                 |
| 20   | SKE48×AKB48                                                                         | オキドキ (SKE48)                                   |
| 21   | 松崎しげる×布施明                                                                   | 愛のメモリー (1977/松崎しげる)                     |
| 22   | AKB48                                                                               | 風は吹いている                                     |
| 23   | 布施明×松崎しげる                                                                   | 君は薔薇より美しい (1979/布施明)                   |
| 24   | JUJU×清塚信也                                                                       | また明日... (JUJU)                                 |
| 25   | 清塚信也                                                                            | ラプソディ・イン・ブルー (1924/ガーシュウィン)     |
| 26   | 平井堅×清塚信也                                                                     | いとしき日々よ (平井堅)                            |
| 27   | 西野カナ×倉木麻衣×BoA                                                               | 君って… (西野カナ)                                 |
| 28   | 倉木麻衣×BoA×西野カナ                                                               | Strong Heart (倉木麻衣)                            |
| 29   | BoA×倉木麻衣×西野カナ                                                               | メリクリ (2004/BoA)                                |
| 30   | EXILE×郷ひろみ                                                                      | I Wish For You (2010/EXILE)                        |
| 31   | 三代目 J Soul Brothers×DOBERMAN INC                                                 | FIGHTERS (三代目 J Soul Brothers)                  |
| 32   | EXILE×三代目 J Soul Brothers×E-Girls                                                | Rising Sun (EXILE)                                 |
| 33   | モーニング娘。×ドリーム モーニング娘。                                              | LOVEマシーン (1999/モーニング娘。)                 |
| 34   | モーニング娘。×ドリーム モーニング娘。                                              | 恋愛レボリューション21 (2000/モーニング娘。)       |
| 35   | 渡瀬マキ×森高千里                                                                   | BELIEVE IN LOVE (1991/LINDBERG)                    |
| 36   | 矢井田瞳×堂本剛(KinKi Kids)×Le Velvets                                              | My Sweet Darlin' (2000/矢井田瞳)                   |
| 37   | 森高千里×渡瀬マキ                                                                   | 気分爽快 (1994/森高千里)                           |
| 38   | 槇原敬之×堂本光一(KinKi Kids)×杏                                                    | どんなときも。 (1991/槇原敬之)                     |
| 39   | 薬師丸ひろ子×平井堅                                                                 | Woman "Wの悲劇"より (1984/薬師丸ひろ子)            |
| 40   | 氷川きよし×ゴスペラーズ                                                             | きよしのズンドコ節 (2002/氷川きよし)               |
| 41   | 少女時代                                                                            | MR.TAXI                                            |
| 42   | 南こうせつ×嵐×松下奈緒                                                              | 妹 (1974/かぐや姫)                                 |
| 43   | 吉川晃司×大澤誉志幸                                                                 | LA VIE EN ROSE (1984/吉川晃司)                     |
| 44   | 小林旭×長瀬智也(TOKIO)×武田真治                                                     | ダイナマイトが百五十屯 (1958/小林旭)               |
| 45   | 大澤誉志幸×吉川晃司                                                                 | そして僕は途方に暮れる (1984/大沢誉志幸)           |
| 46   | 小林旭×鈴木雅之                                                                     | 熱き心に (1985/小林旭)                             |
| 47   | 平原綾香×宝塚歌劇団                                                                 | おひさま (平原綾香)                                |
| 48   | 鈴木雅之×宝塚歌劇団                                                                 | 恋人 (1983/鈴木雅之)                               |
| 49   | 槇原敬之×宝塚歌劇団                                                                 | 林檎の花 (槇原敬之)                                |
| 50   | LOVE PSYCHEDELICO                                                                   | It's You                                           |
| 51   | 郷ひろみ×コンドルズ                                                                 | 笑顔にカンパイ! (郷ひろみ)                         |
| 52   | 東方神起                                                                            | Why? (Keep Your Head Down)                         |
| 53   | 嵐×葉加瀬太郎×宮本笑里                                                              | 迷宮ラブソング (嵐)                                |
| 54   | 葉加瀬太郎                                                                          | 情熱大陸のテーマ                                   |
| 55   | KinKi Kids×葉加瀬太郎×宮本笑里                                                      | いのちの最後のひとしずく (山下達郎)                |
| 56   | T.M.Revolution×浅倉大介×劇団朱雀                                                    | WHITE BREATH (1997/T.M.Revolution)                 |
| 57   | T.M.Revolution×浅倉大介×劇団朱雀                                                    | HOT LIMIT (1998/T.M.Revolution)                    |
| 58   | T.M.Revolution×浅倉大介×劇団朱雀                                                    | HIGH PRESSURE (1997/T.M.Revolution)                |
| 59   | 松平健                                                                              | マツケン・マハラジャ                               |
| 60   | AKB48×SKE48                                                                         | Everyday、カチューシャ (AKB48)                     |
| 61   | ゆず×谷村新司                                                                       | 夏色 (1998/ゆず)                                   |
| 62   | 谷村新司×ゆず                                                                       | 冬の稲妻 (1977/アリス)                             |
| 63   | ゆず×谷村新司×瀬木貴将                                                              | 栄光の架橋 (2004/ゆず)                             |
| 64   | 谷村新司×ゆず×瀬木貴将                                                              | チャンピオン (1978/アリス)                         |
| 65   | 久保田利伸×松下奈緒                                                                 | 流星のサドル (1986/久保田利伸)                     |
| 66   | SMAP×久保田利伸                                                                     | ダイナマイト (1997/SMAP)                           |
| 67   | 久保田利伸×SMAP                                                                     | TIMEシャワーに射たれて… (1986/久保田利伸)          |
| 68   | SMAP                                                                                | がんばりましょう (1994)                            |
| 69   | 和田アキ子×武田真治×押尾コータロー                                                  | 古い日記 (1974/和田アキ子)                         |
| 70   | 和田アキ子×德永英明                                                                 | あの鐘を鳴らすのはあなた (1972/和田アキ子)         |
| 71   | TOKIO×吉川晃司                                                                      | 宙船（そらふね） (2006/TOKIO)                      |
| 72   | TOKIO                                                                               | 見上げた流星                                       |
| 73   | 吉川晃司×AKB48                                                                      | あの夏を忘れない (吉川晃司)                        |
| 74   | w-inds.×SPEED                                                                       | SUPER LOVER〜I need you tonight〜 (2003/w-inds.)   |
| 75   | BEGIN×明石家さんま×SMAP                                                             | 笑顔のまんま (2009/BEGIN)                          |
| 76   | CHEMISTRY×布施明                                                                    | PIECES OF A DREAM (2001/CHEMISTRY)                 |
| 77   | ゆず×宮本笑里×花井悠希×VOJA                                                         | Hey和(ゆず)                                        |
| 78   | ベン・E・キング×AI×JUJU                                                             | Stand by me (1961/ベン・E・キング)                 |
| 79   | ゴスペラーズ×東方神起×Le Velvets                                                    | 永遠に (2000/ゴスペラーズ)                         |
| 80   | 福山雅治                                                                            | 家族になろうよ                                     |
| 81   | SMAP                                                                                | 僕の半分                                           |

## スタッフ
- 制作：港浩一
- 音楽：武部聡志
- 構成：山内浩嗣
- 美術プロデューサー：宮崎かおる、塩入隆史、楫野淳司
- デザイン：YUKIE WICKSON（越野幸栄）
- アシスタントデザイナー：邨山直也
- 美術進行：鈴木真吾、内山高太郎、西嶋友里
- 大道具：引馬幹晴、山井勝人、松尾茂毅、篠本匡介
- アートフレーム：三浦文裕
- 電飾：斉藤誠二、渡辺信一
- アクリル装飾：永山淳
- 特殊装置：樋口真樹
- 視覚効果：小熊雅樹
- メイク：久保田裕子
- 楽器：島津哲也（サンフォニックス）
- LED：齋藤淳之介（東京チューブ）
- TD／SW：児玉洋
- SW：障子川雅則
- カメラ：米山和孝、小川経一
- 音声：太田宗孝
- 映像：梅川修三
- 照明デザイン：植松晃一
- 照明：安達浩也（PRGアジア）、奥山大介（FLT）
- 音響：松田勝治（サンフォニックス）、山本祐介（共立）
- CA：鈴木俊輔（田中電設）
- クレーン：明光セレクト、ダブルビジョン、三和プロライト、SIS、レントアクト昭特
- 音響効果：中田圭三・若月正幸（4-Legs）
- 編集：平原卓治（IMAGICA）
- MA：石川英男（IMAGICA）
- CG：古畑志展（mosutec）、松本幸也（orb）、渡辺之雄
- 音楽コーディネート：吉田奈生、長尾綾子
- 編成：佐藤未郷
- 広報：加藤麻衣子
- TK：石原由季、平野美紀子
- respects：石田弘
- 送出ディレクター：塩谷亮
- 編集ディレクター：仮屋隆典、畑川渉
- アシスタントプロデューサー：福井倫子、加藤万貴
- 制作プロデューサー：土田芳美、宇賀神裕子
- フロアディレクター：浜崎綾、大野悟、後藤夏美
- プロデューサー：冨田哲朗、佐々木将、石川綾一、黒木彰一
- チーフプロデューサー：きくち伸
- 演出：板谷栄司
- 技術協力：八峯テレビ、共同テレビジョン、サンフォニックス、共立、日本テックトラス、三穂電機、FLT、PRGアジア
- 協力：グランドプリンスホテル新高輪、ハーフトーンミュージック、イースト・エンタテインメント
- 制作：フジテレビバラエティ制作センター／音組
- 制作著作：フジテレビ